# Naissance en 1427
Naissance
- 1423
- 1424
- 1425
- 1426
- 1427
- 1428
- 1429
- 1430
- 1431

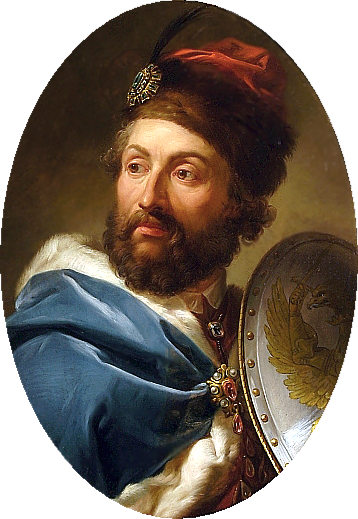
Kazimierz Jagiellonczyk, né en novembre 1427.

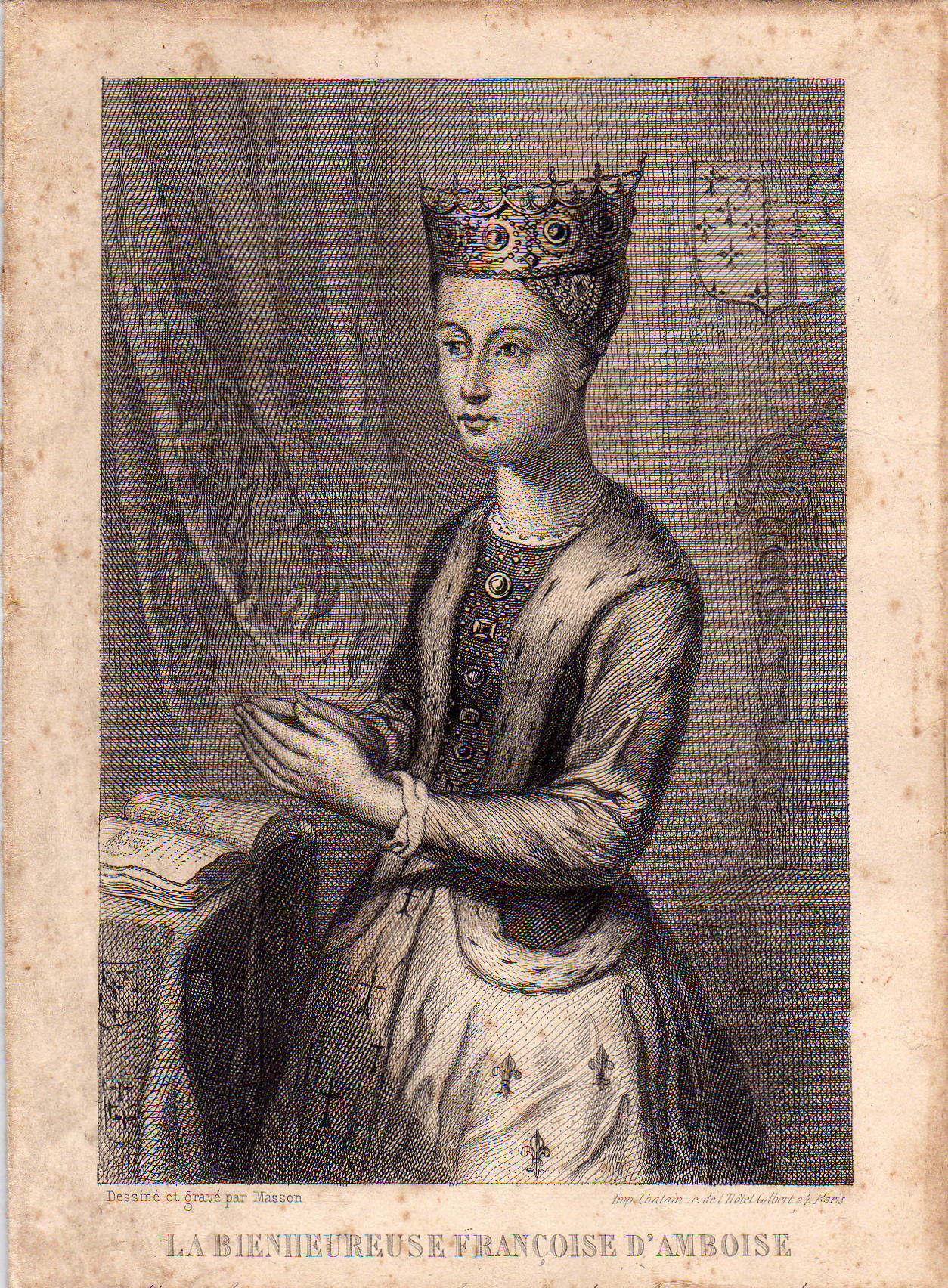
Françoise d'Amboise, née en mai 1427.

Ming Yingzong, empereur de la dynastie Ming.

Cette page dresse une liste de personnalités nées au cours de l'année 1427  :
- 27 février : Robert du Palatinat, archevêque de Cologne et prince-électeur de Cologne.
- 8 mai : John Tiptoft 1er comte de Worcester.
- 29 mai : Françoise d'Amboise, duchesse consort de Bretagne.
- 16 octobre : Louis d'Anjou-Commercy, marquis de Pont-à-Mousson et seigneur de Commercy-Château-Bas.
- 26 octobre : Sigismond d'Autriche, archiduc Habsbourg d'Autriche, régent du Tyrol.
- 29 novembre : Zhengtong, futur empereur de la dynastie Ming.
- 30 novembre : Kazimierz Jagiellonczyk, futur roi de Pologne et Grand-Duc de Lituanie.

- Ibn al-Azraq, juriste musulman.
- Alesso Baldovinetti,
- Antonius Bonfinius, historien humaniste italien.
- Pierre d'Abzac de La Douze, évêque de Rieux, de Lectoure, puis archevêque de Narbonne.
- Piero da Vinci, ou Ser Piero d'Antonio di ser Piero di ser Guido da Vinci, notaire, puis un chancelier et ambassadeur de la République florentine.
- David de Bourgogne, évêque de Thérouanne puis d'Utrecht.
- Paljor Dondrup, 1er Gyaltsab Rinpoché, sur qui le 6e karmapa Thongwa Dönden a veillé depuis son enfance.
- Jean Gielemans, un des plus grands compilateurs de vies de saints.
- Georg Hesler, prince-évêque de Passau et cardinal-prêtre de S. Lucia in Silice.
- Antonio Rossellino, ou Antonio Gamberelli, sculpteur florentin.
- Shen Zhou, peintre lettré de la dynastie des Ming  célèbre pour ses paysages.

date incertaine (vers 1427)
- Albrecht Dürer l'Ancien, orfèvre de Nuremberg en Allemagne.

## Crédit d'auteurs
- Cet article est partiellement ou en totalité issu de l'article intitulé « 1427 » (voir la liste des auteurs).